# Marl (Niedersachsen)
Marl er en kommune i Landkreis Diepholz i amtet ("Samtgemeinde") Altes Amt Lemförde, i den tyske delstat Niedersachsen. Den ligger i Naturpark Dümmer sydvest for søen Dümmer, mellem Osnabrück og Bremen.
Kommunen er nævnt første gang i 1140.